# Віташиці
Віташиці (пол. Witaszyce, нім. Witaschütz) — село в Польщі, у гміні Яроцин Яроцинського повіту Великопольського воєводства.
Населення — 3923 особи (2011).

## Демографія
Демографічна структура станом на 31 березня 2011 року:
|          | Загалом | Допрацездатний вік | Працездатний вік | Постпрацездатний вік |
| -------- | ------- | ------------------ | ---------------- | -------------------- |
| Чоловіки | 1917    | 410                | 1314             | 193                  |
| Жінки    | 2006    | 375                | 1192             | 439                  |
| Разом    | 3923    | 785                | 2506             | 632                  |